# Cynoglossus purpureomaculatus
Cynoglossus purpureomaculatus és un peix teleosti de la família dels cinoglòssids i de l'ordre dels pleuronectiformes que es troba a les costes del nord-oest del Pacífic.